# Ахтямов, Садык Мухаметзянович
Ахтя́мов Сады́к Мухаметзя́нович (тат.  Садыйк Әхтәмев) (1877—1926) — татарский журналист, общественно-политический деятель.

## Биография
Садык Мухаметзянович Ахтямов родился 19 марта 1877 года в деревне Тутаево Тетюшского уезда Казанской губернии (ныне Апастовский район Республики Татарстан) в бедной крестьянской семье.
Во время революции 1905 года уехал на Кавказ, где в 1904—1905 гг. работал в газете «Тифлисский листок».
Позже, спасаясь от преследований, уехал в Нижний Новгород, где работал в типографии «Волгарь».
Революцию 1917 года Ахтямов встретил в Харькове, участвовал в захвате городской.
В 1917 году переехал в Казань.
В 1918 году был избран комиссаром общественного призрения, выезжал в уезды, встречался с рабочими.
Садык Мухаметзянович был творческой личностью, любил искусство и театр. Несмотря на большую занятость, время от времени занимался постановками спектаклей, в которых участвовали самодеятельные артисты. Вырученные от спектаклей деньги Ахтямов направлял на ремонт башни Сююмбике. Он активно печатался на страницах газеты «Эш» («Работа»).
В своих статьях и обращениях к народу Ахтямов призывал дорожить историческими памятниками, сохранять их для потомков.
В 1918 году С. Ахтямов участвовал в боях за Казань против белочехов.
Летом 1919 года работал агитатором-инструктором на пароходе «Красная звезда». На этой должности он проработал до конца 1919 года.
В ноябре 1919 года Ахтямов стал участником II Всероссийского съезда коммунистических организаций народов Востока.
С 1920 года находился на партийной работе в Туркестанской АССР.
Последние свои годы Садык Мухаметзянович провёл в Тетюшском районе.
С. М. Ахтямов скончался в январе 1926 года.

## Память
Именем Ахтямова названа улица в Вахитовском районе Казани.